# Laggan Point
Laggan Point är en udde i Storbritannien.   Den ligger i kommunen Argyll and Bute och riksdelen Skottland, i den västra delen av landet, 600 km nordväst om huvudstaden London. Laggan Point ligger på ön Islay.
Terrängen inåt land är platt. Havet är nära Laggan Point söderut. Runt Laggan Point är det glesbefolkat, med 8 invånare per kvadratkilometer.